# Kid Krow
Kid Krow —en español: «Niño cuervo»— es el álbum de estudio debut del cantautor estadounidense Conan Gray. Fue lanzado el 20 de marzo de 2020 por Republic Records. Este es un disco de "coming of age" inspirado en elementos tales como las duras experiencias de su infancia de pobreza, abuso y discriminación. El disco fue apoyado por los sencillos «Checkmate», «Comfort Crowd», «Maniac», «The Story», «Wish You Were Sober» y «Heather».
El álbum recibió críticas positivas por los críticos; principalmente por su producción, letras honestas y la interpretación vocal de Gray. Comercialmente, debutó en el número cinco en el Billboard 200 y encabezó aún más la lista de álbumes pop de Estados Unidos; también debutando en el número dos en la lista de ventas de álbumes. Recibió un impulso en las ventas y volvió a entrar en las listas de varios países cuando «Heather» se convirtió en un éxito luego de ganar popularidad en la plataforma en línea TikTok, lo que hizo que la canción se convirtiera en sencillo, siendo lanzado en agosto.

## Promoción y sencillos
El primer sencillo de Gray para el álbum fue «Checkmate». Fue lanzado el 26 de junio de 2019 como inicio de la etapa de Kid Krow y abarcó los géneros de pop, indie pop y rock. Semanas después fue publicado «Comfort Crowd» como el segundo sencillo, el cual salió el 5 de julio de 2019. El tercer sencillo, «Maniac», alcanzó las principales listas de Estados Unidos de Billboard, entrando en la lista de Bubbling Under Hot 100. En 2020, en antelación al lanzamiento del álbum, fueron lanzados «The Story» y «Wish You Were Sober».

## Certificaciones
| País           | Organismo certificador | Certificación | Unidades certificadas | Ref.   |
| -------------- | ---------------------- | ------------- | --------------------- | ------ |
| Brasil         | Pro-Música Brasil      | 2× Platino    | 80 000                | [ 4 ]  |
| Canadá         | Music Canada           | Platino       | 80 000                | [ 5 ]  |
| Dinamarca      | IFPI Dinamarca         | Oro           | 10 000                | [ 6 ]  |
| Estados Unidos | RIAA                   | Platino       | 1 000                 | [ 7 ]  |
| México         | AMPROFON               | Platino       | 60 000                | [ 8 ]  |
| Nueva Zelanda  | RMNZ                   | Platino       | 15 000                | [ 9 ]  |
| Polonia        | ZPAV                   | Platino       | 20 000                | [ 10 ] |
| Reino Unido    | BPI                    | Plata         | 60 000                | [ 11 ] |
| Singapur       | AFP                    | Oro           | 5 000                 | [ 12 ] |